# Borrby Bokby
Borrby Bokby är en svenska ideell litteratur-föreningen bildad 2011 i Borrby. Föreningen är en avdelning inom den  internationella organisationen för bokbyar, "The International Organisation of Book Towns".
Projektet Borrby Bokby startade som ett "Leadarprojekt" sommaren 2011. Leader är ett program inom EU, som fokuserar på att utveckla landsbygden. Företagarföreningen Borrby ansökte och beviljades ekonomiskt stöd. 
Föreningen har lokaler för ett specialiserat antikvariat, och en möteslokal som även fungerar som utrymme för skrivarlektioner, föreläsningar och diskussionscenter. Vidare anordnar föreningen bokhelger varje månad. Under åren har ett stort antal författare, journalister och föreläsare deltagit på dessa bokhelger, så som Olle Lönnaeus, Torun Börtz, Karin von Schenck och Ann-Christine Ruuth.[källa behövs]
År 2023 tilldelades Borrby Bokby Ystads Allehandas kulturpris och 2024 Region Skånes Produktionsstöd.